# معتمدية مارث
معتمدية مارث هي معتمدية تونسية تقع في ولاية قابس. في عام 2004، كان عدد سكانها 61،340 نسمة، بما في ذلك 29551 رجلًا و 789 31 امرأة في 12259 أسرة و 0،042 وحدة سكنية